# Rhode Island Red
Rhode Island Red er en hønserace, der stammer fra USA.
Hanen vejer 3-3,5 kg og hønen vejer 2,2-2,7 kg. De lægger brune æg à 60-66 gram. Racen findes også i dværgform. Man forkorter ofte racens navn til initialerne RIR.
Racen er særdelses højtydende, og den har været brugt til at fremavle flere af de moderne produktionsracer. Ved avl med denne race, skal man imidlertid holde sig det for øje, at da man fremavlede racen, kom man ubevist til at fremavle et bestemt gen, der mindsker racens evne til at nedbryde visse aminosyrer. Denne 'fejl' i genmassen betyder at RIR og visse af de racer som har den som ophav, kan få æg med fiskelugt, når visse olierige frøkilder, som raps, hørfrø og sesam frø, udgør mere end 5 % af foderet.

## Farvevariationer
- Rød sorthalet